# Износковский район
Износковский район — административно-территориальная единица (район) и муниципальное образование (муниципальный район) в Калужской области России.
Административный центр — село Износки.

## География
Район расположен на севере области. Площадь — 1 333,8 км² (9-е место среди районов). Граничит на востоке с Медынским, на юго-востоке — с Дзержинским, на юге — с Юхновским  районами Калужской области, на западе — со Смоленской областью, на севере — с Московской областью,
Основные реки — Изверь, Шаня.
Разведаны месторождения минерального сырья для строительных материалов (песчано-гравийные смеси, запасы кирпичных суглинков, месторождения торфа).

## История
Район образован в 1929 году в составе Вяземского округа Западной области, в него вошла часть территории упраздненного Медынского уезда Калужской губернии. В 1932 году был упразднён (территория разделена между Бухаринским, Медынским, Тёмкинским и Юхновским районами), но уже в 1935 году восстановлен.
В 1937 году Западная область была упразднена, район вошёл в состав Смоленской области. В 1944 году район передан во вновь образованную Калужскую область.
В 1962 году район был упразднён, его территория вошла в состав Медынского района. 15 августа 1985 года Износковский район был восстановлен.

## Население
| 1931   | 1939    | 1959    | 1989  | 2002  | 2009  | 2010  | 2011  | 2012  |
| ------ | ------- | ------- | ----- | ----- | ----- | ----- | ----- | ----- |
| 47 650 | ↘25 893 | ↘13 151 | ↘8502 | ↘7868 | ↘7035 | ↘7011 | ↗7016 | ↘6794 |
| 2013   | 2014    | 2015    | 2016  | 2017  | 2018  | 2019  | 2020  | 2021  |
| ↘6716  | ↘6676   | ↗6683   | ↗6690 | ↗6809 | ↗6822 | ↗6919 | ↗7118 | ↘6422 |

### Национальный состав
По итогам переписи населения 2020 года проживали следующие национальности (национальности менее 0,1 % и другое, см. в сноске к строке «Другие»):
| Национальность | Численность, чел. | Доля     |
| -------------- | ----------------- | -------- |
| Русские        | 5662              | 88,17 %  |
| Таджики        | 112               | 1,74 %   |
| Армяне         | 102               | 1,59 %   |
| Азербайджанцы  | 83                | 1,29 %   |
| Украинцы       | 59                | 0,92 %   |
| Грузины        | 58                | 0,90 %   |
| Узбеки         | 45                | 0,70 %   |
| Молдаване      | 40                | 0,62 %   |
| Киргизы        | 34                | 0,53 %   |
| Татары         | 23                | 0,36 %   |
| Белорусы       | 18                | 0,28 %   |
| Кумыки         | 16                | 0,25 %   |
| Гагаузы        | 15                | 0,23 %   |
| Лакцы          | 11                | 0,17 %   |
| Башкиры        | 10                | 0,16 %   |
| Кабардинцы     | 9                 | 0,14 %   |
| Табасараны     | 7                 | 0,11 %   |
| Другие         | 118               | 1,84 %   |
| Итого          | 6422              | 100,00 % |

## Административное деление
Износковский район как административно-территориальная единица включает 10 административно-территориальных единиц: 1 посёлок, 4 села и 5 деревень, как муниципальное образование со статусом муниципального района — 10 муниципальных образований со статусом сельских поселений.
| №  | Сельское поселение | Административный центр | Количество населённых пунктов | Население (чел.) | Площадь (км²) |
| -- | ------------------ | ---------------------- | ----------------------------- | ---------------- | ------------- |
| 1  | Деревня Алексеевка | деревня Алексеевка     | 18                            | ↘322             | 125,44        |
| 2  | Деревня Ивановское | деревня Ивановское     | 11                            | ↗457             | 135,53        |
| 3  | Село Извольск      | село Извольск          | 5                             | ↘319             | 97,13         |
| 4  | Село Износки       | село Износки           | 16                            | ↘1828            | 144,60        |
| 5  | Село Льнозавод     | село Льнозавод         | 19                            | ↘370             | 119,97        |
| 6  | Деревня Михали     | деревня Михали         | 9                             | ↘139             | 173,73        |
| 7  | Деревня Ореховня   | деревня Ореховня       | 7                             | →193             | 179,08        |
| 8  | Деревня Хвощи      | деревня Хвощи          | 9                             | ↘367             | 107,97        |
| 9  | Посёлок Мятлево    | посёлок Мятлево        | 14                            | ↘2080            | 78,59         |
| 10 | Село Шанский Завод | село Шанский Завод     | 15                            | ↘347             | 171,76        |

Законом Калужской области от 11 января 2011 года было упразднено сельское поселение «Деревня Фотьяново», включённое в сельское поселение «Посёлок Мятлево».

## Населённые пункты
В Износковском районе 125 населённых пункта.
| №   | Населённый пункт          | Тип                     | Население | Сельское поселение |
| --- | ------------------------- | ----------------------- | --------- | ------------------ |
| 1   | Агарыши                   | деревня                 | ↘0        | Село Извольск      |
| 2   | Агафьино                  | деревня                 | ↘0        | Деревня Ивановское |
| 3   | Айдарово                  | деревня                 | ↗9        | Посёлок Мятлево    |
| 4   | Аксёново                  | деревня                 | ↗10       | Село Льнозавод     |
| 5   | Алексеевка                | деревня                 | ↘155      | Деревня Алексеевка |
| 6   | Алешня                    | деревня                 | ↘98       | Село Износки       |
| 7   | Антупово                  | деревня                 | ↘0        | Село Шанский Завод |
| 8   | Бабино                    | деревня                 | ↘3        | Село Шанский Завод |
| 9   | Баланино                  | деревня                 | ↘19       | Деревня Алексеевка |
| 10  | Бизяево                   | деревня                 | ↘19       | Село Шанский Завод |
| 11  | Богданово                 | деревня                 | ↘11       | Посёлок Мятлево    |
| 12  | Большое Семёновское       | деревня                 | ↘12       | Деревня Хвощи      |
| 13  | Буканово                  | деревня                 | →0        | Деревня Ивановское |
| 14  | Булатово                  | деревня                 | ↘25       | Село Льнозавод     |
| 15  | Бурцево                   | деревня                 | ↘7        | Деревня Алексеевка |
| 16  | Возжихино                 | деревня                 | ↗13       | Деревня Михали     |
| 17  | Волынцы                   | деревня                 | ↘2        | Село Износки       |
| 18  | Воронки                   | деревня                 | ↘33       | Деревня Алексеевка |
| 19  | Ворсобино                 | деревня                 | ↗23       | Село Льнозавод     |
| 20  | Вязищи                    | деревня                 | ↘3        | Деревня Алексеевка |
| 21  | Гамзюки                   | деревня                 | ↗14       | Село Льнозавод     |
| 22  | Гиреево                   | деревня                 | ↗24       | Село Шанский Завод |
| 23  | Голенки                   | деревня                 |           | Деревня Алексеевка |
| 24  | Горбатово                 | деревня                 | ↘2        | Село Износки       |
| 25  | Горки                     | деревня                 | ↘14       | Деревня Хвощи      |
| 26  | Городенки                 | деревня                 | ↗7        | Село Льнозавод     |
| 27  | Грибаново                 | деревня                 | →0        | Село Шанский Завод |
| 28  | Гриденки                  | деревня                 | ↘1        | Деревня Ивановское |
| 29  | Гриднево                  | деревня                 | ↘2        | Деревня Алексеевка |
| 30  | Гришино                   | деревня                 | ↘18       | Посёлок Мятлево    |
| 31  | Даниловка                 | деревня                 | ↘0        | Село Износки       |
| 32  | Дерново                   | деревня                 | ↘35       | Деревня Алексеевка |
| 33  | Доманово                  | деревня                 | ↗17       | Деревня Алексеевка |
| 34  | Дороховая                 | деревня                 | ↘52       | Село Износки       |
| 35  | Дряблово                  | деревня                 | ↘2        | Деревня Ореховня   |
| 36  | Дубки (Калужская область) | хутор                   |           | Посёлок Мятлево    |
| 37  | Дурово                    | деревня                 | ↗3        | Деревня Алексеевка |
| 38  | Ефаново                   | деревня                 | ↘16       | Село Износки       |
| 39  | Жизненные Волны           | деревня                 | →3        | Село Льнозавод     |
| 40  | Запрудная                 | деревня                 | ↗49       | Посёлок Мятлево    |
| 41  | Захарово                  | деревня                 | ↘4        | Деревня Ивановское |
| 42  | Зубово                    | деревня                 | ↘15       | Село Износки       |
| 43  | Ивановское                | деревня                 | ↘249      | Деревня Ивановское |
| 44  | Ивлево                    | деревня                 | ↘0        | Село Шанский Завод |
| 45  | Игумново                  | деревня                 | →4        | Деревня Ореховня   |
| 46  | Извольск                  | село                    | ↘298      | Село Извольск      |
| 47  | Износки                   | село                    | ↘1877     | Село Износки       |
| 48  | Калиновка                 | деревня                 | ↘9        | Деревня Хвощи      |
| 49  | Кирово                    | деревня                 | ↘3        | Деревня Алексеевка |
| 50  | Клины                     | деревня                 | ↘0        | Посёлок Мятлево    |
| 51  | Козлаково                 | деревня                 | →2        | Деревня Михали     |
| 52  | Колодези                  | деревня                 | ↗1        | Село Извольск      |
| 53  | Кононово                  | деревня                 | ↘56       | Посёлок Мятлево    |
| 54  | Косьмово                  | деревня                 | ↘25       | Деревня Алексеевка |
| 55  | Кошняки                   | деревня                 | ↗13       | Село Льнозавод     |
| 56  | Кошняки                   | железнодорожный разъезд | →11       | Село Льнозавод     |
| 57  | Красная Звезда            | деревня                 | ↗14       | Село Льнозавод     |
| 58  | Криково                   | деревня                 | ↘30       | Деревня Алексеевка |
| 59  | Кузнецово                 | деревня                 | ↘11       | Деревня Ореховня   |
| 60  | Кукушкино                 | деревня                 | ↗18       | Село Льнозавод     |
| 61  | Курганы                   | деревня                 | ↘47       | Деревня Алексеевка |
| 62  | Леоново                   | деревня                 | ↘19       | Село Льнозавод     |
| 63  | Лобово                    | деревня                 | ↗1        | Деревня Алексеевка |
| 64  | Луткино                   | деревня                 | ↘4        | Деревня Ореховня   |
| 65  | Лысково                   | деревня                 | →0        | Деревня Михали     |
| 66  | Льнозавод                 | село                    | ↗187      | Село Льнозавод     |
| 67  | Малиновка                 | деревня                 | →6        | Деревня Ивановское |
| 68  | Мамоново                  | деревня                 | ↘0        | Деревня Алексеевка |
| 69  | Межетчина                 | деревня                 | ↘2        | Деревня Михали     |
| 70  | Михайловское              | деревня                 | →6        | Деревня Михали     |
| 71  | Михали                    | деревня                 | ↘97       | Деревня Михали     |
| 72  | Морозово                  | деревня                 | ↘10       | Деревня Хвощи      |
| 73  | Мочалки                   | деревня                 | ↘10       | Деревня Хвощи      |
| 74  | Мусино                    | деревня                 | ↗10       | Село Износки       |
| 75  | Мятлево                   | посёлок                 | ↗1627     | Посёлок Мятлево    |
| 76  | Никулино                  | деревня                 | ↘23       | Село Шанский Завод |
| 77  | Новые Клины               | деревня                 |           | Деревня Ореховня   |
| 78  | Носово                    | деревня                 | ↘5        | Село Износки       |
| 79  | Образцово                 | деревня                 | ↘2        | Село Льнозавод     |
| 80  | Ореховня                  | деревня                 | ↘172      | Деревня Ореховня   |
| 81  | Орлово                    | деревня                 | ↘1        | Деревня Михали     |
| 82  | Павлищево                 | деревня                 | ↘18       | Село Шанский Завод |
| 83  | Паново                    | деревня                 | ↘1        | Село Льнозавод     |
| 84  | Пелагеино                 | деревня                 | ↗5        | Село Льнозавод     |
| 85  | Пенязи                    | деревня                 | ↘21       | Деревня Хвощи      |
| 86  | Поджаровка                | деревня                 | ↘3        | Село Льнозавод     |
| 87  | Пронькино                 | деревня                 | ↗5        | Деревня Ореховня   |
| 88  | Пушкино                   | деревня                 | ↘23       | Посёлок Мятлево    |
| 89  | Раево                     | деревня                 | ↘78       | Деревня Михали     |
| 90  | Ровни                     | деревня                 | ↘0        | Село Извольск      |
| 91  | Ростово                   | деревня                 | ↗19       | Село Шанский Завод |
| 92  | Рудинка                   | деревня                 | ↗5        | Деревня Алексеевка |
| 93  | Рябики                    | деревня                 | ↗1        | Деревня Михали     |
| 94  | Савино                    | деревня                 | ↘145      | Деревня Ивановское |
| 95  | Самородка                 | деревня                 | →1        | Посёлок Мятлево    |
| 96  | Самсонцево                | деревня                 | →4        | Село Льнозавод     |
| 97  | Село Имени Карла Маркса   | село                    | →0        | Село Льнозавод     |
| 98  | Семёновское               | деревня                 | ↗46       | Деревня Ореховня   |
| 99  | Семёновское               | деревня                 | ↘11       | Деревня Хвощи      |
| 100 | Семёновское               | деревня                 | ↘28       | Село Извольск      |
| 101 | Сигово                    | деревня                 | ↘4        | Село Износки       |
| 102 | Смелый                    | посёлок                 | ↘1        | Село Шанский Завод |
| 103 | Собакино                  | деревня                 | ↘19       | Деревня Ивановское |
| 104 | Становое                  | деревня                 | ↗15       | Село Шанский Завод |
| 105 | Степанчики                | деревня                 | ↘2        | Посёлок Мятлево    |
| 106 | Терехово                  | деревня                 | ↘2        | Село Шанский Завод |
| 107 | Тетево                    | деревня                 | ↘4        | Село Износки       |
| 108 | Торфяная                  | деревня                 | ↘4        | Село Износки       |
| 109 | Трушонки                  | деревня                 | ↗3        | Село Льнозавод     |
| 110 | Туровка                   | деревня                 | →0        | Деревня Ивановское |
| 111 | Угрюмово                  | деревня                 | ↗73       | Деревня Ивановское |
| 112 | Уколово                   | деревня                 | ↗17       | Село Износки       |
| 113 | Ульшино                   | железнодорожный разъезд | ↘0        | Деревня Алексеевка |
| 114 | Фокино                    | деревня                 | ↘28       | Село Шанский Завод |
| 115 | Фотьяново                 | деревня                 | ↗67       | Посёлок Мятлево    |
| 116 | Хвощи                     | деревня                 | ↘388      | Деревня Хвощи      |
| 117 | Хмелевка                  | деревня                 | ↗10       | Деревня Хвощи      |
| 118 | Челищево                  | деревня                 | ↘26       | Деревня Ивановское |
| 119 | Черемошня                 | деревня                 | ↘5        | Село Износки       |
| 120 | Чернышовка                | деревня                 | ↘48       | Деревня Алексеевка |
| 121 | Шанский Завод             | село                    | ↘237      | Село Шанский Завод |
| 122 | Шатрищи                   | деревня                 | ↘4        | Село Износки       |
| 123 | Шевнево                   | деревня                 | ↗14       | Село Шанский Завод |
| 124 | Шестово                   | деревня                 | ↘2        | Посёлок Мятлево    |
| 125 | Юдинка                    | деревня                 | ↘54       | Посёлок Мятлево    |

Новые населённые пункты
- В 2015 году образован хутор Дубки[26].
- В 2017 году образована деревня Новые Клины[27].
- В 2018 году образована деревня Голенки[28].

Упразднённые населённые пункты:
- 2001 год — деревня Красная Поляна[29]

## Политика
В 2015 году главой района был избран П. И. Маркелов.

## Экономика
Предприятий, относящихся к крупной и средней промышленности, на территории района нет. В основном, занимаются сельским хозяйством и заготовкой древесины. В деревне Гамзюки — ЗАО «Калужский рыбоводный осетровый комплекс».

## Транспорт
По территории района проходит автодорога А130 Москва — Рославль — Варшава (Варшавское шоссе) и железная дорога Калуга — Вязьма.

## Люди, связанные с районом
- Ермаченков, Василий Васильевич (1906—1963) — советский военачальник, генерал-полковник авиации, один из первых кавалеров Ордена Ушакова 1 степени. Родился в селе Износки;
- Рюмкин, Виктор Михайлович (1931-2019) — советский военачальник, военный инженер и учёный, руководитель работ по ракетному вооружению и космической технике; генерал-лейтенант. Лауреат Государственной премии СССР, Заслуженный деятель науки и техники РСФСР. Родился в селе Семёновское.

## Достопримечательности
- Шатринская гора — геологический памятник природы, туристическая достопримечательность. Расположен в 2,5 км от села Износки.